# فرايدا مايس
فرايدا مايس هي دراجة بلجيكية، ولدت في 28 يوليو 1956 في مركسيم ‏ في بلجيكا.

## وصلات خارجية
- فرايدا مايس على موقع أرشيف الدراجات (الإنجليزية)
- فرايدا مايس على موقع إحصائيات الدراجات الإحترافية (الإنجليزية)